# Opéra Comédie
 (juillet 2017).
Résidence
L’Opéra Comédie est une théâtre à l'italienne située sur la place de la Comédie, à Montpellier.

## Historique
Le 22 décembre 1755, Pyrame et Thisbé, opéra de François Rebel et François Francœur, inaugure le premier théâtre dont l’architecture est signée Jacques Philippe Mareschal. Il comporte une salle de spectacle doublée d’une salle de concert perpendiculaire à la première : c’est une originalité montpelliéraine que l’on retrouve dans l’actuel Opéra-Comédie.
Dans la nuit du 17 au 18 décembre 1785, un incendie détériore le théâtre. Il est reconstruit à l’identique et commence à fonctionner en 1788. Mais en 1789, un début d’incendie le détériore à nouveau. Pendant la Révolution, le théâtre sert à différentes manifestations : pièces de propagande, lieu de réunion pour les « amis de la constitution »
Dans la nuit du 5 au 6 avril 1881, un incendie détruit complètement le bâtiment : rien n’est récupérable. Un théâtre provisoire (réalisé en bois, en 59 jours et malgré cela d’un luxe très bourgeois) est construit sur le champ de Mars devenu depuis l’Esplanade, et un concours est lancé pour la construction d’un nouveau bâtiment.
Inauguré en 1888, l’Opéra Comédie, un grand théâtre à l’italienne est l’œuvre de l’architecte Joseph-Marie Cassien-Bernard (1848 – 1926), élève de Charles Garnier.
Ce monument fait l’objet d’une inscription au titre des monuments historiques depuis le 7 septembre 2020,. Un nouvel arrêté de classement du 6 janvier 2025 se substitue à l'arrêté d'inscription.

## Composition
Le bâtiment suit la pente naturelle du terrain et affecte la forme d’un parallélépipède, plus étroit en façade qu’à l’arrière.

### Façade
Le jeune architecte, soucieux d’apparat bourgeois, orne la façade de trois baies vitrées grandioses surplombant trois larges portes et un grand parvis, et coiffées d’une balustrade ornée de quatre statues représentant le chant, la poésie, la tragédie et la comédie, déposées depuis, et d’une horloge monumentale, confiées au sculpteur biterrois Jean-Antoine Injalbert (1845 – 1933), grand prix de Rome.
Un grand escalier de marbre blanc à double volute mène du petit vestibule au parvis de la première galerie et démontre par sa présence somptuaire à quel point Cassien-Bernard a compris la leçon de Garnier : l’opéra lieu de spectacle est aussi un lieu du « paraître ». Quatre autres sculpteurs, Auguste Baussan avignonnais, Alfred Avinaud, Arthur Jullian et Raymond Coste montpelliérains se partagent les sculptures du grand escalier, du grand et du petit vestibule et des quatre façades principales, postérieures et de côté.

### Grand foyer

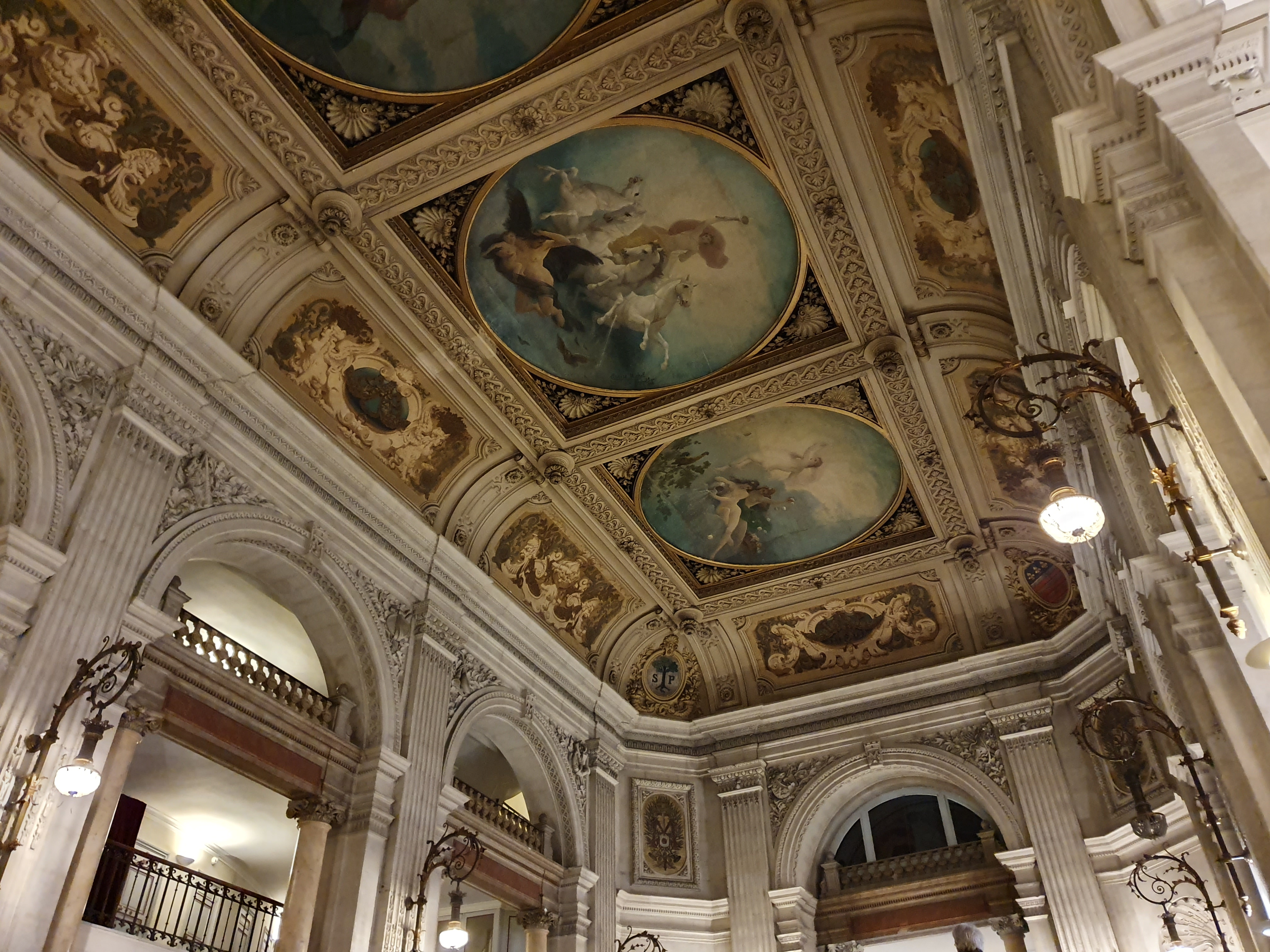
Un aspect du plafond du foyer de l'Opéra Comédie

Les huit fresques ornant les murs du grand foyer sont confiées, après concours, à de jeunes artistes montpelliérains anciens élèves des beaux arts. Elles représentent la danse, la pastorale, la poésie, la comédie, le chant, l’histoire, la musique et la tragédie.
La Voix Lactée, un tableau de dix neuf mètres par cinq orne le plafond du grand foyer. On doit ce fleuve monumental et aérien de femmes nues au front étoilé à Ernest Michel (1833 – 1902), grand prix de Rome en 1860, conservateur de musée et directeur des beaux-arts de Montpellier.
C’est à lui aussi qu’est confiée la décoration des trois coupoles du grand escalier : il choisit de représenter l’aurore, une nymphe qui se dévoile au chant du coq, le jour symbolisé par le char d’Apollon et la nuit, une autre nymphe qui s’éveille au chant d’un troubadour.

### Salles
La grande salle propose 1200 places comme la plupart des théâtres à l’Italienne français de la fin du XIXe siècle.
Elle se développe sur cinq niveaux, du parterre, divisé par une travée centrale, à la quatrième galerie surmontée d’un plafond peint. Elle est dominée par un lustre de cristal au centre d’une coupole exécutée par le peintre marseillais Jean-Baptiste Arnaud-Durbec en conformité avec le motif imposé : « La Ville de Montpellier sous la figure d’une femme debout sur les degrés du temple de la gloire appelant à elle les poètes, les littérateurs et les musiciens, au-dessus de l’ouverture de scène, plus loin, les danses de Languedoc, la danse du chevalet, la danse des treilles, les jeux floraux, la farandole… »
Le lustre monumental de la grande salle ne s’abaisse pas dans la salle pour son entretien mensuel mais s’élève, grâce à deux demi coupoles mobiles, jusque dans la salle dite « du lustre », où il se fixe au centre d’un échafaudage permanent facilitant l’accès des électriciens.
Le lambrequin, portant la date de l’inauguration du théâtre, couronne le cadre de scène d’une hauteur de neuf mètres et d’une largeur de douze mètres quatre-vingt. La scène, d’une surface totale de 440 m2, a bénéficié dès l’origine des derniers progrès techniques : bâtis métalliques soutenant les passerelles en bois (pour l’acoustique !) et électricité. La fosse, prévue à l’origine pour contenir cinquante musiciens, peut, par suite de travaux d’agrandissement réalisés en 1985, sous le nez de scène et non vers la salle, en accueillir 60.
La salle Molière est une salle de concert de 350 places, perpendiculaire à la salle de spectacles, une tradition montpelliéraine déjà remarquée dans les deux théâtres précédents (1755 – 1785 et 1787 – 1881).

## Situation géographique
L’Opéra-Comédie est situé sur la place de la Comédie, au centre-ville de Montpellier. Il est accessible en voiture (parkings souterrains de la Comédie et du Polygone) et en train (la gare est située à 350 mètres de l’Opéra-Comédie.
Il est desservi par les lignes de tram 1 et 2

## Situation actuelle

### Gestion
L’Opéra-Comédie est la propriété de la Métropole de Montpellier et est géré, en accord avec le propriétaire, par l’association Opéra Orchestre national Montpellier Languedoc-Roussillon.

### Missions
L’Opéra-Comédie accueille principalement les productions de l’Opéra et Orchestre national de Montpellier Languedoc-Roussillon. Les salles sont louées ou prêtées à d’autres structures, comme les Internationales de la Guitare, Opéra Junior.
Depuis le début des travaux, Opéra et Orchestre national de Montpellier a déménagé ses bureaux au Corum. L’association réintègrera l’Opéra-Comédie à la fin des travaux de rénovation, commencés en avril 2010.

### Travaux de rénovation
Engagés en août dernier par Montpellier Agglomération, les travaux visent la restauration, la modernisation et la sécurisation des lieux. Ils portent uniquement sur la cage de scène et ses relations immédiates, à l’exclusion de la salle de l’Opéra, de la salle Molière, des halls et foyers.
En 2016, les travaux se poursuivront afin de rénover l’espace scénique de l’Opéra Comédie et d’assurer la mise en conformité des lieux, pour l’accès des personnes à mobilité réduite et en situation de handicap.
La reconfiguration de l’espace scénique constitue le point central de la transformation. Ces travaux permettent de dégager le plus grand plateau possible, afin de faciliter l’accès des décors et d’améliorer les conditions de travail des musiciens. Ainsi, la cage de scène est démontée, du dernier dessous et jusqu’à la toiture, soit sur une hauteur de 34 mètres.
En dessous de la scène, un niveau de 4m de haut est réalisé, de façon à pouvoir effectuer des apparitions spectaculaires via des trappes dans le plancher de scène. Par ailleurs, le monte-décor d’origine a été supprimé et le nouveau, à présent de grande dimension (950 X 420 cm), déplacé.
Cette nouveauté permet de libérer l’espace pour les coulisses et d’améliorer l’accès depuis la rue. Ainsi, tous types d’accessoires (grands décors, véhicules, animaux) peuvent être amenés sur scène. De plus, grâce aux porteuses dorénavant motorisées, pilotées par un pupitre informatique, les décors seront manœuvrés aisément, avec plus de fluidité. La fosse d’orchestre est elle aussi réaménagée afin de la rendre plus accessible aux musiciens (suppression des emmarchements), plus confortable au plan hygrométrique et plus performante au plan acoustique, du fait de la suppression des poteaux.
Enfin, une restauration du lambrequin, ainsi que la restitution du rideau de scène sont réalisées. Le lambrequin d’origine, étoffe ornant la partie supérieure de la scène, permet de conserver le cachet d’origine du décor. Le rideau d’avant-scène quant à lui, devenu obsolète et supprimé dans les années 1970, est restitué. Peint en trompe-l'œil, il est réalisé d’après des photos d’archives du rideau d’origine.
Après des études pré-opérationnelles réalisées au début de l’année 2009 jusqu’à la mi 2010 et le déménagement des bureaux de l’Opéra et Orchestre national de Montpellier Languedoc-Roussillon en avril 2010, dans les bureaux du Corum, les travaux débutent le 13 octobre 2010.
La démolition des éléments bois/métal et le gros œuvre sont achevés fin janvier 2011 et, de janvier à mars 2011, la cage de scène est creusée.
Après avoir entièrement démonté la cage de scène, l’espace est décaissé encore sur une profondeur de 2 mètres afin de gagner un nouvel étage. Ce faisant, les ouvriers ont découvert, en mars 2011, les vestiges de la commune clôture du XIIIe siècle qui, à cette époque, protégeait la ville de ses remparts. D’un commun accord avec les services de la direction régionale des Affaires culturelles (DRAC), Montpellier Agglomération a procédé à la protection de ces vestiges.
La reconstruction des dessous de scène débute en avril 2011.
La fin des travaux est estimée pour la fin du 1er trimestre 2012 et la réouverture au public pour le 25 mai 2012.

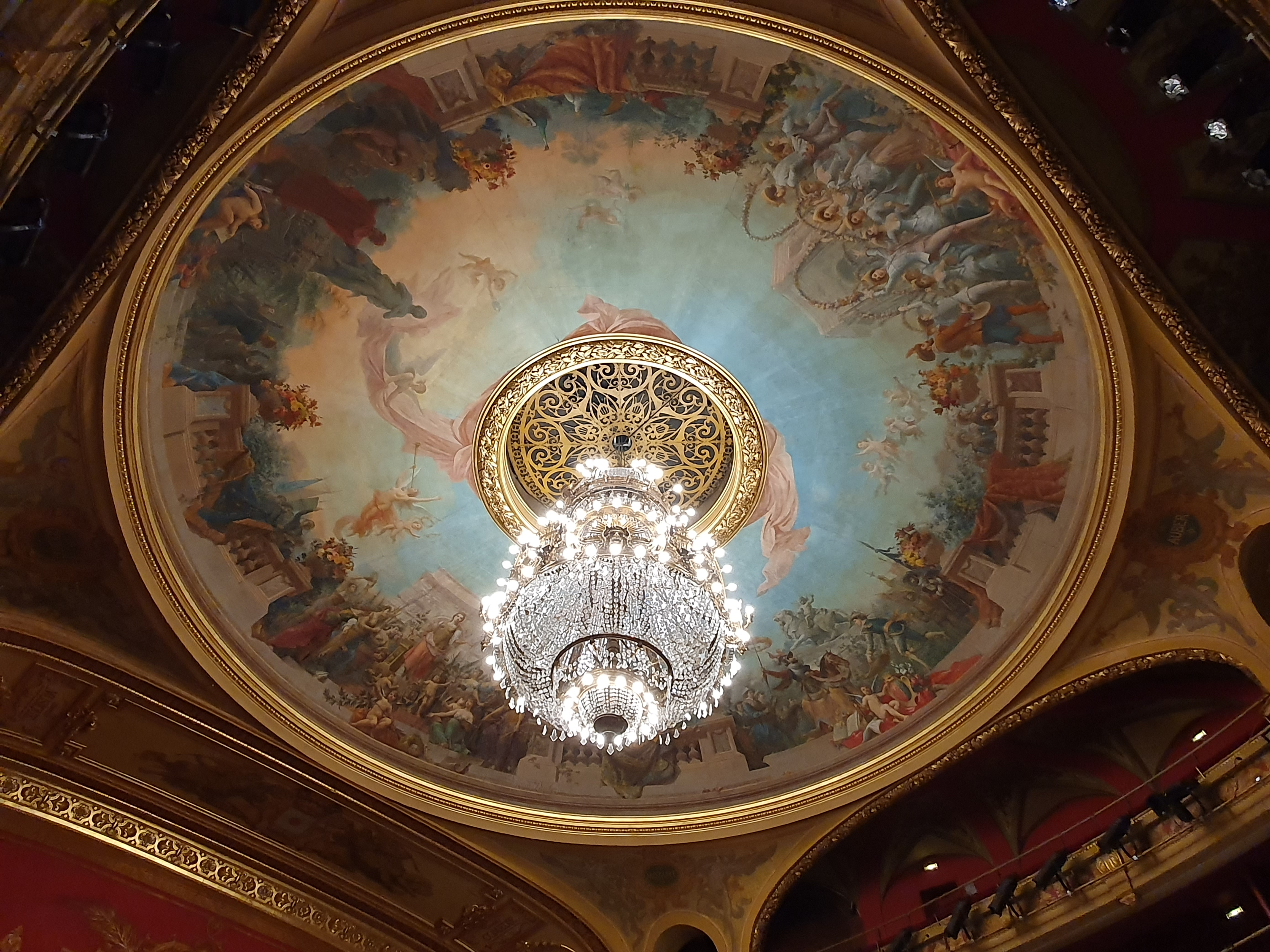
Lustre et plafond de l'Opéra Comédie

## Sources
- Feuilleton des travaux de l’Opéra-Comédie. Publié le 20 août 2012 par France 3 Languedoc-Roussillon. (Consulté le 23 avril 2016)